# Coupe de Pologne de football 2021-2022
Navigation
Coupe de Pologne 2020-2021 Coupe de Pologne 2022-2023
La Coupe de Pologne de football 2021-2022 (Puchar Polski w piłce nożnej 2021-2022 en polonais, ou Fortuna Puchar Polski 2021-2022 pour des raisons de parrainage) est la 68e édition de la Coupe de Pologne, qui oppose chaque année les clubs des trois premières divisions de Pologne ainsi que les seize vainqueurs des coupes régionales. La compétition commence le 4 août 2021 et se termine le 2 mai 2022.
Le vainqueur de l'épreuve se qualifie pour le deuxième tour de qualification de la Ligue Europa Conférence 2022-2023.

## Compétition

### Seizièmes de finale
Les matchs ont eu lieu du 26 octobre 2021 au 3 novembre.
| Club recevant                  | Score              | Club visiteur                     |
| ------------------------------ | ------------------ | --------------------------------- |
| Unia Skierniewice (D4)         | 0 - 2              | Lech Poznań (D1)                  |
| Lechia Zielona Góra (D4)       | 0 - 1              | Arka Gdynia (D2)                  |
| Świt Nowy Dwór Mazowiecki (D4) | 2 - 1              | Lechia Gdańsk (D1)                |
| KKS 1925 Kalisz (D3)           | 1 - 2              | Raków Częstochowa (D1)            |
| MKP Pogoń Siedlce (D3)         | 0 - 5              | Motor Lublin (D3)                 |
| KS Ślęza Wrocław (D4)          | 1 - 2              | Górnik Zabrze (D1)                |
| Olimpia Grudziądz (D4)         | 3 - 0              | KKS Lech II Poznań (D3)           |
| Zagłębie Sosnowiec (D2)        | 0 - 1              | Piast Gliwice (D1)                |
| GKS Katowice (D2)              | 1 - 2              | Bruk-Bet Termalica Nieciecza (D1) |
| ŁKS Łódź (D2)                  | 0 - 1              | Zagłębie Lubin (D1)               |
| Świt Szczecin (D4)             | 0 - 1              | Legia Varsovie (D1)               |
| Wieczysta Cracovie (D5)        | 0 - 5              | Garbarnia Cracovie (D3)           |
| Widzew Łódź (D2)               | 4 - 1              | GKS Jastrzębie (D2)               |
| GKS Tychy (D2)                 | 1 - 3              | Wisła Cracovie (D1)               |
| Korona Kielce (D2)             | 2 - 1              | Stomil Olsztyn (D2)               |
| Miedź Legnica (D2)             | 2 - 2 4-5 t. a. b. | Górnik Łęczna (D1)                |

### Huitièmes de finale
Les matchs ont eu lieu du 30 novembre au 2 décembre 2021. Le match entre le Piast Gliwice et le Górnik Zabrze est reporté à une date ultérieure en raison de cas de COVID-19 dans l'effectif du Piast. 
| Club recevant                     | Score              | Club visiteur                  |
| --------------------------------- | ------------------ | ------------------------------ |
| Olimpia Grudziądz (D4)            | 3 - 3 4-2 t. a. b. | Świt Nowy Dwór Mazowiecki (D4) |
| Korona Kielce (D2)                | 1 - 2              | Górnik Łęczna (D1)             |
| Garbarnia Cracovie (D3)           | 0 - 4              | Lech Poznań (D1)               |
| Bruk-Bet Termalica Nieciecza (D1) | 0 - 2              | Raków Częstochowa (D1)         |
| Arka Gdynia (D2)                  | 2 - 1              | Zagłębie Lubin (D1)            |
| Motor Lublin (D3)                 | 1 - 2              | Legia Varsovie (D1)            |
| Widzew Łódź (D2)                  | 1 - 3              | Wisła Cracovie (D1)            |
| Piast Gliwice (D1)                | 0 - 0 2-4 t. a. b. | Górnik Zabrze (D1)             |

### Quarts de finale
Les quarts de finale se dérouleront le 1er et 2 mars 2022.
| Club recevant          | Score              | Club visiteur          |
| ---------------------- | ------------------ | ---------------------- |
| Legia Varsovie (D1)    | 2 - 0              | Górnik Łęczna (D1)     |
| Arka Gdynia (D2)       | 0 - 2              | Raków Częstochowa (D1) |
| Olimpia Grudziądz (D4) | 1 - 1 5-3 t. a. b. | Wisła Cracovie (D1)    |
| Górnik Zabrze (D1)     | 0 - 2              | Lech Poznań (D1)       |

### Demi-finales
Les demi-finales se dérouleront le 5 et 6 avril 2022.
| Club recevant          | Score | Club visiteur       |
| ---------------------- | ----- | ------------------- |
| Olimpia Grudziądz (D4) | 0 - 3 | Lech Poznań (D1)    |
| Raków Częstochowa (D1) | 1 - 0 | Legia Varsovie (D1) |

### Finale
| Finał Pucharu Polski    | Lech Poznań (D1) | 1 – 3   | Raków Częstochowa (D1) | Stade national de Varsovie, Varsovie                          |                                                               |
| 2 mai 2022 16h00 (CEST) |                  | (0 – 2) |                        | Diffuseur : Polsat, Polsat Sport Arbitrage : Szymon Marciniak | Diffuseur : Polsat, Polsat Sport Arbitrage : Szymon Marciniak |